# Wacław Juszkiewicz
Wacław Juszkiewicz (ur. 31 marca 1870, zm. wiosną 1940 w Charkowie) – tytularny pułkownik administracji Wojska Polskiego, ofiara zbrodni katyńskiej.

## Życiorys
Urodził się 31 marca 1870 w powiecie lidzkim, w ówczesnej guberni wileńskiej, w rodzinie Józefa i Katarzyny z Bojarowiczów. Ukończył sześć klas szkoły realnej w Wilnie i Wileńską Szkołę Junkrów Piechoty. Podczas I wojny światowej walczył w Armii Imperium Rosyjskiego.
W 1920 został przydzielony do Intendentury Dowództwa Okręgu Generalnego „Grodno”. Następnie pełnił służbę w Ministerstwie Spraw Wojskowych, a później w Intendenturze Dowództwa Okręgu Generalnego „Białystok” na stanowisku szefa Wydziału Zaopatrzenia. 11 kwietnia 1921 został formalnie przyjęty Wojska Polskiego z byłej armii rosyjskiej, z zatwierdzeniem posiadanego stopnia podpułkownika gospodarczego, zaliczony do Rezerwy armii i powołany do czynnej służby. Z dniem 1 sierpnia 1922 został przeniesiony w stan spoczynku z „powodu przekroczenia wieku dla posiadanego stopnia”, z prawem noszenia munduru. 26 października 1923 Prezydent RP Stanisław Wojciechowski zatwierdził go w stopniu tytularnego pułkownika. Później został zweryfikowany w tym stopniu ze starszeństwem z dniem 1 czerwca 1919 w korpusie oficerów administracji. W 1934 jako oficer stanu spoczynku pozostawał na ewidencji Powiatowej Komendy Uzupełnień Wilno Miasto. Mieszkał w Wilnie.
W nieznanych okolicznościach dostał się do sowieckiej niewoli i przebywał w obozie w Starobielsku. Wiosną 1940 został zamordowany przez funkcjonariuszy NKWD w Charkowie i pogrzebany w Piatichatkach, gdzie od 17 czerwca 2000 mieści się oficjalnie Cmentarz Ofiar Totalitaryzmu w Charkowie.
20 września 1898 ożenił się z Bronisławą z Piotrowskich, z którą miał trzy córki: Marią, Jadwigę i Stanisławę.
 Postanowieniem nr 112-48-07 Prezydenta RP Lecha Kaczyńskiego z 5 października 2007 został awansowany pośmiertnie do stopnia generała brygady. Awans został ogłoszony 9 listopada 2007 w Warszawie, w trakcie uroczystości „Katyń Pamiętamy – Uczcijmy Pamięć Bohaterów”.